# ساوتوست (پنسیلوانیا)
ساوتوست (به انگلیسی: Southwest) یک منطقهٔ مسکونی در ایالات متحده آمریکا است که در شهرستان وستمورلند، پنسیلوانیا واقع شده‌است.